# Stetteldorf am Wagram
Stetteldorf am Wagram är en ort och kommun i Österrike. Den ligger i distriktet Korneuburg i förbundslandet Niederösterreich, 34 km nordväst om huvudstaden Wien. 
Kommunen består av fyra orter (Ortschaften) (inom parentes invånarantal 1 januari 2024):
- Eggendorf am Wagram (337)
- Inkersdorf (55)
- Starnwörth (142)
- Stetteldorf am Wagram (542)